# Mauro Berrettini
Mauro Berrettini (Buonconvento, 1943) è uno scultore italiano.

## Biografia
Ha studiato presso l'Istituto d'arte di Siena e il Liceo Artistico di Carrara.  Dopo avere insegnato Educazione Artistica nelle scuole si è dedicato attivamente alla scultura.
Nel 1981 ha collaborato con artisti di fama internazionale, quali Pietro Cascella, Giò Pomodoro, Costantino Nivola e Joe Tilson, al progetto "Campo del Sole" in località Punta Navaccia, nel comune di Tuoro sul Trasimeno sul Lago Trasimeno.
Nel 1984 ha realizzato l'ambientazione di piazza Artemio Franchi a Siena. Ha quindi continuato a collaborare a progetti di scultura collettivi in contesti ambientali particolari e quartieri urbani. Tra questi il parco scultoreo realizzato per il nuovo quartiere dell'Agrestone a Colle di Val d'Elsa.
È autore di fontane e sculture monumentali in diverse città italiane. La Pietra Sospesa è una sua scultura che si trova nel Parco Sculture del Chianti. Ha tenuto due personali a Siena, dove vive e lavora, nel 1984 e nel 1999.

## Mauro Berrettini nei musei
- MAGI '900 di Pieve di Cento (BO)